# Eleocharis tucumanensis
Eleocharis tucumanensis là loài thực vật có hoa trong họ Cói. Loài này được Barros mô tả khoa học đầu tiên năm 1947.